# Vassar College
Le Vassar College est une université privée d'arts libéraux résidentielle et mixte, située à Poughkeepsie, dans l'État de New York. Bien qu'à l'origine université féminine, elle est aujourd’hui la seule université mixte membre des Sept Sœurs. Vassar fait aussi partie des Little Ivies (en). Le campus de Vassar s'étend sur plus de 4 km2 et compte une centaine de bâtiments, parmi lesquels deux sont des sites historiques d'intérêt national. Les constructions sont de différents styles, allant du style gothique collégial à un style international, qui correspondent aux différents périodes de l'histoire de l'université. Ils ont été conçus par des architectes de renom, parmi lesquels James Renwick Jr., Eero Saarinen, Marcel Breuer et Cesar Pelli. Le campus est un arboretum et dispose d'environ 200 espèces d'arbres et d'une réserve écologique de 1,6 km2.

## Histoire

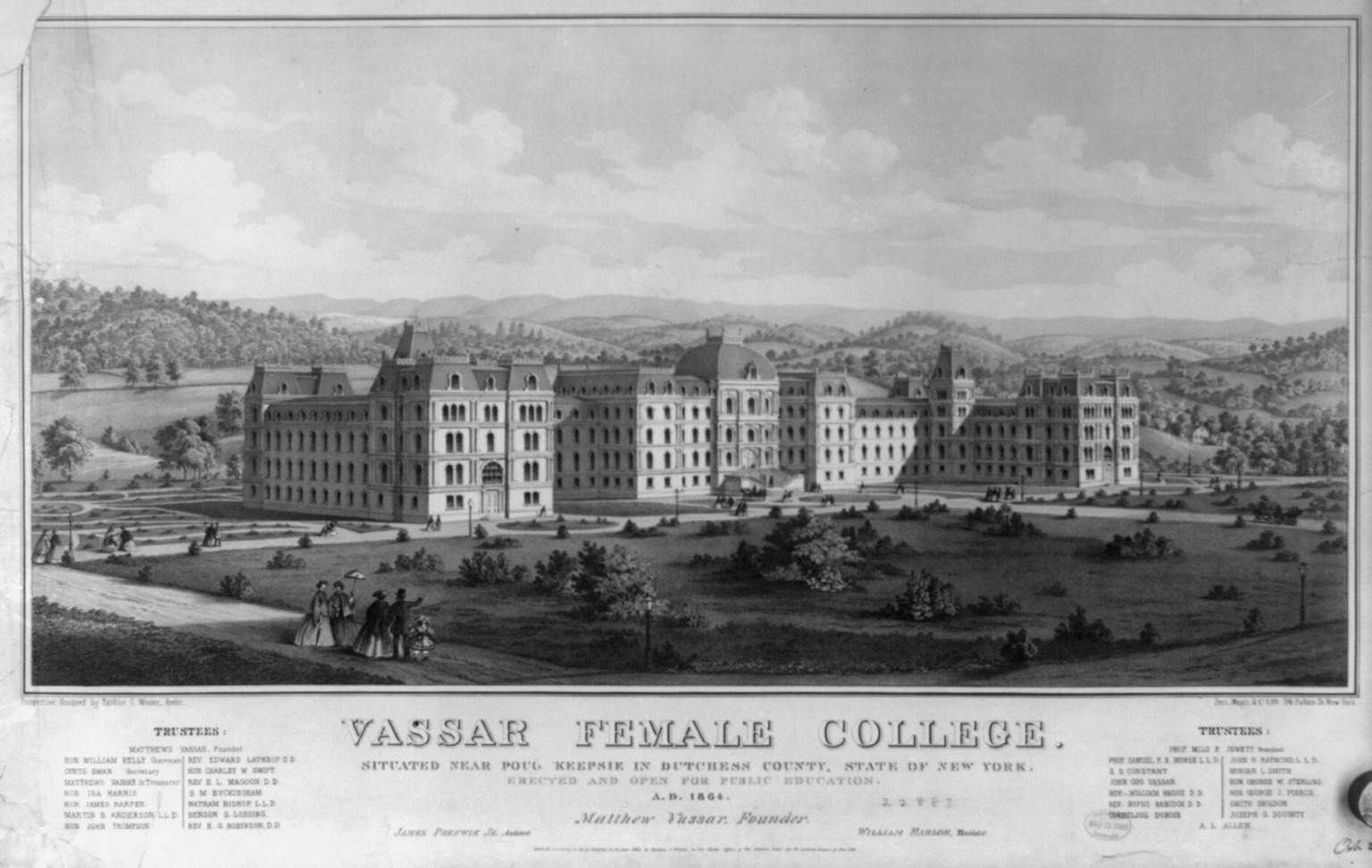
Vassar College, vers 1862.

L'université est fondée en 1861 par Matthew Vassar, dans la vallée de Hudson, à environ 100 kilomètres au nord de New York. La première personne qui fit officiellement partie du corps enseignant fut l'astronome Maria Mitchell, en 1865 ; Hannah Lyman en est sa première rectrice. Dans ses premières années, Vassar est associée à l'élite protestante. L'université est souvent prisée pour la beauté de son campus, un espace de 400 hectares de terrain, et possède en outre un jardin botanique. Avant de devenir président des États-Unis, Franklin Delano Roosevelt en était un administrateur.
La grande majorité des étudiants vivent sur le campus. Bien qu'ayant été à l'origine un collège pour femmes, l'université devient mixte en 1969, après le refus d'une proposition de fusion de l'établissement avec celui de Yale. L'établissement a cependant gardé son statut d'université privée d'art prestigieuse, et sa réputation concernant l'ambiance sociale qui y règne. La bibliothèque rénovée est exceptionnellement fournie et riche par rapport à la taille de l'université. Y figurent des collections spéciales d'Albert Einstein et Elizabeth Bishop.
Sur le campus, se trouve le musée Frances Lehman Loeb Art Center. Les différentes œuvres exposées datent de l'Antiquité à nos jours. Parmi les tableaux européens présentés, il y a des peintures de Pablo Picasso, Paul Cézanne, Balthus et Gustave Doré.
Vassar College est classé parmi les meilleures universités dites d'arts libéraux (université offrant une grande variété de formations) par le magazine américain U.S. News & World Report.

## Architecture et monuments du Vassar College
- Thompson Memorial Library (bibliothèque)
- Frances Lehman Loeb Art Center (musée)
- Strong House
- Vassar Chapel
- Vassar College Observatory (observatoire astronomique)
- Vogelstein Center for Drama and Film
- Cushing House (dortoirs)

## Personnalités liées au collège

### Présidente
- Elizabeth H. Bradley, présidente depuis le 1er juillet 2017.

### Professeurs
- Priscilla Braislin (1838-1888), professeure de mathématiques.
- Marcella O'Grady fut professeure-associée de biologie en 1889, puis professeure de 1893 à 1896.
- Inez Scott Ryberg (1901-1980) fut professeure de latin de 1927 à 1965.
- Richard A. Gregg (1927 - 2006) fut head of the Russian Studies Department de 1969 à 1997.
- Debra Elmegreen est professeur d'astronomie depuis 1985.
- Monique Wittig a enseigné dans les départements de français, de philosophie et d'études féministes en 1988-1989.

En 1946, Vladimir Nabokov a proposé sa candidature pour le poste de président du département de russe, mais n'a pas obtenu le poste en raison de son tempérament et de son rapport au canon littéraire, jugé trop prima-donna par les professeurs d'alors.

### Élèves

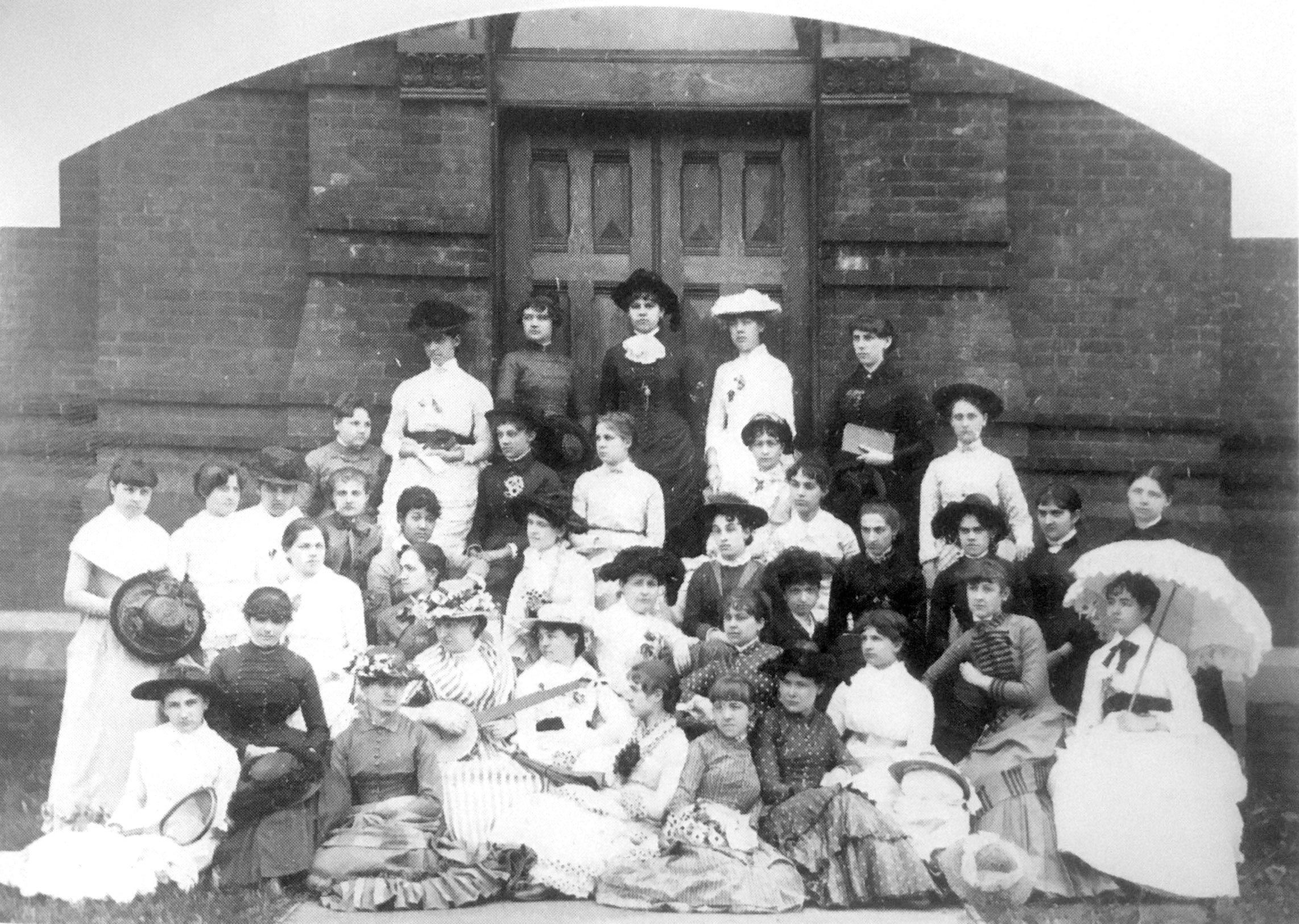
Vassar College, classe de 1882.

- Noah Baumbach, réalisateur et scénariste
- Ruth Benedict, anthropologue
- Elizabeth Bishop, poétesse
- John Carlstrom (en), astrophysicien
- Elizabeth Williams Champney, romancière, auteur de livres pour la jeunesse
- Caterina Fake, co-créatrice de Flickr
- Jane Fonda, actrice
- John Gatins, acteur-scénariste
- Mary Hancock McLean, chirurgienne et missionnaire américaine
- Anne Hathaway, actrice
- Grace Hopper, conceptrice du premier compilateur
- Lisa Kudrow, actrice
- Lisa Lassek, monteuse
- Julia Lathrop, réformatrice sociale
- Justin Long, acteur
- Mary McCarthy, écrivain
- Jacqueline Kennedy-Onassis, « Première dame des États-Unis »
- Mark Ronson, musicien
- Vera Rubin, astronome
- Belle Skinner, femme d'affaires et philanthrope
- Meryl Streep, actrice
- Jonathan Togo, acteur
- Urvashi Vaid, écrivaine et activiste LGBT
- Kim Yeshi, anthropologue
- Virginia Thompson (1903-1990), politiste et historienne

#### Élèves imaginaires
- Les personnages du roman Le Groupe (1963), de la féministe et écrivaine Mary McCarthy, ancienne élève de Vassar College. Une adaptation du roman au cinéma fut réalisée en 1966.
- Selena St. George, personnage du film Dolores Claiborne de Taylor Hackford, adaptation du roman homonyme de Stephen King.
- Dr Holly Goodhead, James Bond Girl du film Moonraker de Lewis Gilbert, adaptation du roman Moonraker de Ian Fleming.
- Heidi Holland, personnage principal des chroniques de Heidi, de Wendy Wasserstein.
- Lisa Simpson est sollicitée pour rejoindre l'université de Vassar dans l'épisode des Simpsons La Reine de l'Orthographe.
- Lorelai Gilmore souhaitait aller à l'université de Vassar si elle n'avait pas eu Rory Gilmore.
- Hallie Shea, personnage de la série The Newsroom.
- Serena Van Der Woodsen se fait passer pour Sabrina, une étudiante de Vassar, dans la saison 6 de Gossip Girl.
- Dans l'épisode 3 de la saison 4 d'American Dad, Francine dit que Miriam Bullock, la femme d'Avery Bullock, aurait étudié à Vassar.
- Rachel Golberg, de la série Unreal, est issue de Vassar[2].
- Aria Montgomery, de la série Pretty Little Liars, a étudié au Vassar College.
- Dans l'épisode 7 de la saison 5 de Suits, Jessica Pearson révèle qu'elle a d'abord étudié à Vassar avant d'entrer à Harvard.
- Emma Osterville Englethorpe, géologue et cartographe dans le roman L'Extravagant Voyage du jeune et prodigieux T. S. Spivet de Reif Larsen.

#### Élèves de parents célèbres
- Les enfants de Meryl Streep, Tom Hanks, Stephen King, Randy Newman et Samuel L. Jackson.